# S.S.C. Napoli
Società Sportiva Calcio Napoli, được biết đến với cái tên ngắn gọn là Napoli (phát âm [ˈnaːpoli]), là một câu lạc bộ bóng đá chuyên nghiệp của Ý có trụ sở ở Napoli và được thành lập vào năm 1926. Phần lớn chiều dài lịch sử, đội bóng chơi ở Serie A.
Napoli đã vô địch Serie A 4 lần vào các mùa giải 1986-87, 1989-90, 2022-23 và 2024-25. Họ cũng vô địch Coppa Italia 6 lần, và ở đấu trường châu lục họ vô địch cúp UEFA vào năm 1988-89. Napoli cũng là câu lạc bộ thành công nhất ở miền Nam nước Ý và đội bóng có số cổ động viên nhiều thứ 4 ở Ý.
Đội bóng đã nhiều lần thay đổi tên từ khi họ lần đầu xuất hiện vào năm 1926; lần quan trọng nhất là vào năm 1964 khi họ đổi tên từ Associazione Calcio Napoli thành Società Sportiva Calcio Napoli. Lần thay đổi gần đây nhất vào năm 2004 khi đội bóng bị phá sản nhưng được mua lại bởi nhà sản xuất phim Aurelio De Laurentiis với cái tên Câu lạc bộ bóng đá Napoli. Ông đổi lại cái tên thành Società Sportiva Calcio Napoli vào đầu năm 2006.

## Lịch sử

### Ban đầu
Năm 1905, "Câu lạc bộ bóng đá & bóng vồ Naples" ra đời. Đây chính là tiền thân của Napoli, mặc dù đội bóng chính thức được thành lập vào năm 1926. Ban đầu, Napoli khoác lên mình bộ trang phục sọc xanh da trời và xanh nước biển, cùng quần đùi đen. Trận ra mắt của đội bóng là một chiến thắng vang dội với tỷ số 3-2 trước đội Arabik.
Ban đầu, Giải Vô địch Bóng đá Ý chỉ dành cho các đội bóng miền Bắc. Các câu lạc bộ miền Nam như Napoli FBC buộc phải thi đấu với các thủy thủ nước ngoài hoặc tham gia các giải đấu khác như Lipton Challenge Cup. Naples FBC đã 3 lần vô địch giải này sau khi chiến thắng Palermo FBC. Năm 1911, một nhóm cầu thủ ngoại quốc tách ra khỏi Napoli FBC và thành lập Internazionale Napoli.
Do áp lực tài chính, hai câu lạc bộ đối địch này đã sáp nhập với tên gọi Foot-Ball Club Internazionale-Naples, viết tắt là FBC Internaples vào ngày 2 tháng 10 năm 1922. Đến ngày 25 tháng 8 năm 1926, Internaples chính thức đổi tên thành Associazione Calcio Napoli.
Sau khi đổi tên thành Società Sportiva Calcio Napoli vào ngày 25 tháng 6 năm 1964, câu lạc bộ bắt đầu gặt hái thành công trở lại. Họ giành quyền thăng hạng vào mùa giải 1964–65. Dưới sự dẫn dắt của cựu cầu thủ Bruno Pesaola, Napoli đã giành được Coppa delle Alpi và trở lại vị thế là một trong những đội bóng ưu tú ở Serie A. Đội bóng liên tục lọt vào top 5 bảng xếp hạng trong giai đoạn này. Mùa giải 1967–68, Napoli tiến rất gần đến chức vô địch khi chỉ xếp sau Milan ở vị trí thứ hai. Một số cầu thủ nổi tiếng nhất trong thời kỳ này như Dino Zoff, José Altafini, Omar Sívori và Antonio Juliano. Juliano đã lập kỷ lục về số lần ra sân cho câu lạc bộ, kỷ lục này vẫn còn tồn tại cho đến ngày nay.

### Ổn định giải đấu và Cúp Quốc gia Ý thứ hai
Xu hướng thi đấu xuất sắc của Napoli tại giải quốc nội tiếp tục được duy trì trong thập niên 1970, với hai lần cán đích ở vị trí thứ ba vào các mùa giải 1970–71 và 1973–74. Dưới sự dẫn dắt của huấn luyện viên Luís Vinício, Napoli gặt hái được thành công này và sớm giành được quyền tham dự Cúp UEFA. Mùa giải 1974–75 đánh dấu một bước tiến mới của Napoli khi họ lọt vào vòng thứ ba Cúp UEFA sau chiến thắng 2–0 trước Porto. Cũng trong mùa giải đó, Napoli chỉ chịu xếp sau nhà vô địch Juventus hai điểm và cán đích ở vị trí thứ hai tại Serie A. Lực lượng nòng cốt của Napoli trong giai đoạn này bao gồm các cầu thủ bản địa tài năng như Giuseppe Bruscolotti, Antonio Juliano và Salvatore Esposito, cùng với khả năng ghi bàn ấn tượng của Giuseppe Savoldi.
Mùa giải 1975-76 đánh dấu một năm thành công rực rỡ của Napoli khi họ giành được cú đúp danh hiệu. Câu lạc bộ đã nâng cao chiếc cúp Coppa Italia thứ hai sau khi lần lượt đánh bại Milan và Fiorentina trên đường tiến vào chung kết. Tại trận chung kết, Napoli đã có chiến thắng thuyết phục 4-0 trước Hellas Verona. Cũng trong mùa giải đó, Napoli tiếp tục gặt hái thành công khi chiến thắng Southampton với tổng tỷ số 4-1 để giành chức vô địch Cúp Liên đoàn Anh-Ý 1976. Với thành tích vô địch Coppa Italia, Napoli được tham dự UEFA Cup Winners' Cup mùa giải 1976-77. Tuy nhiên, họ đã dừng bước ở bán kết sau thất bại 2-1 trước Anderlecht. Suốt cuối thập niên 1970 và hai mùa giải đầu tiên của thập niên 1980, Napoli luôn góp mặt trong top 6 Serie A. Thành tích nổi bật nhất là vị trí thứ ba mùa giải 1980-81. Đội trẻ Primavera cũng thi đấu xuất sắc, giành được cúp Torneo di Viareggio năm 1975 và chức vô địch Campionato Nazionale Primavera duy nhất vào năm 1979. Tuy nhiên, đến năm 1983, Napoli sa sút phong độ nghiêm trọng và phải chiến đấu để trụ hạng.

### Napoli trỗi dậy: Kỷ nguyên Maradona
Napoli đã tạo nên lịch sử vào ngày 30 tháng 6 năm 1984 khi họ phá vỡ kỷ lục chuyển nhượng thế giới với việc chiêu mộ Diego Maradona từ Barcelona với giá 12 triệu euro. Sau đó, họ bắt đầu xây dựng đội hình xung quanh ngôi sao người Argentina này, với những cầu thủ như Ciro Ferrara, Salvatore Bagni và Fernando De Napoli. Dần dần, Napoli leo lên bảng xếp hạng Serie A. Mùa giải 1985-86, họ cán đích ở vị trí thứ ba, nhưng điều tuyệt vời nhất vẫn chưa đến. Mùa giải 1986-87 là bước ngoặt lịch sử của Napoli. Nhờ bộ ba tấn công "MaGiCa" gồm Maradona, Bruno Giordano và Careca, Napoli đã trở thành đội bóng Ý thứ ba giành được cú đúp danh hiệu. Họ đã vô địch Serie A với 3 điểm nhiều hơn đội xếp thứ hai, và sau đó đánh bại Atalanta 4-0 để giành Coppa Italia.
Chưa bao giờ một đội bóng miền Nam nước Ý nào vô địch Serie A trước đây, vì vậy việc Napoli đăng quang đã biến Maradona thành một biểu tượng văn hóa, xã hội và tôn giáo vượt ra ngoài ranh giới bóng đá đối với người dân Neapolitan.

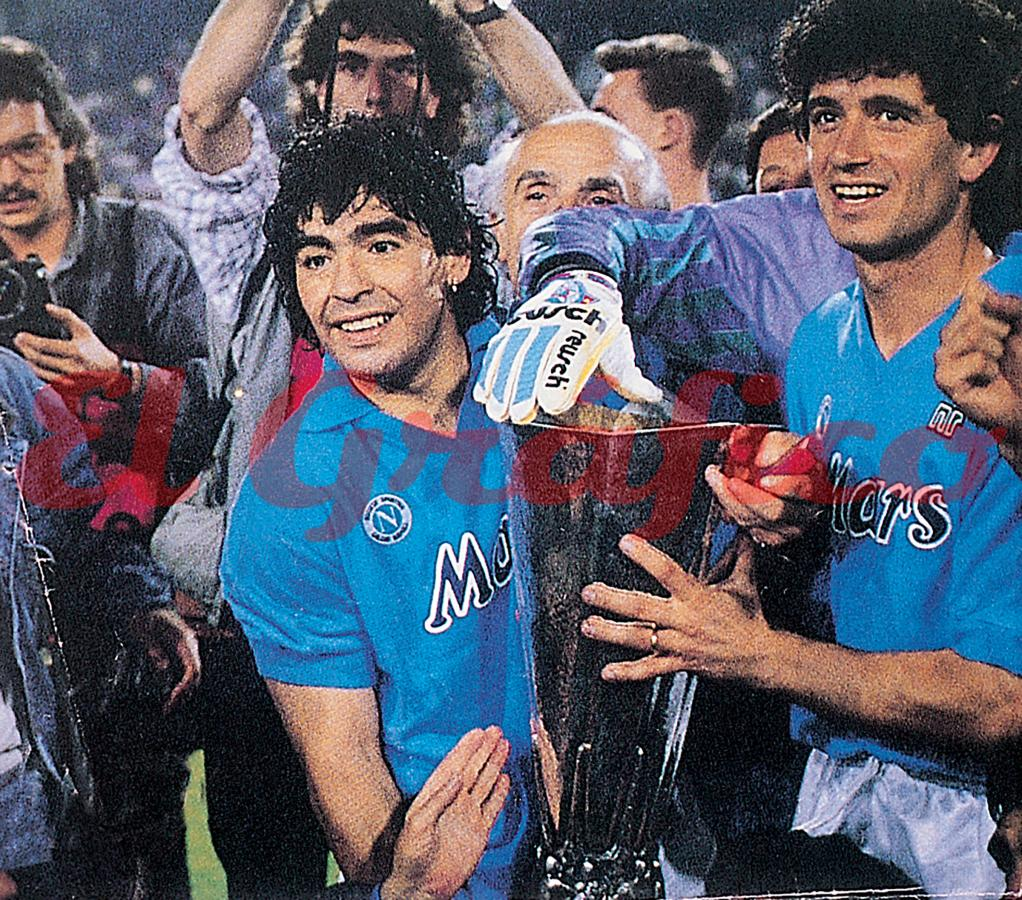
Tháng 5 năm 1989, Diego Maradona đã có màn ăn mừng với chiếc cúp UEFA sau khi đánh bại VfB Stuttgart.

Mùa giải sau khi vô địch Serie A, Napoli không thành công ở Cúp C1 châu Âu và chỉ về nhì tại Serie A. Tuy nhiên, họ đã gặt hái được thành công vang dội tại UEFA Cup mùa giải 1988-89, qua đó giành được danh hiệu châu Âu đầu tiên trong lịch sử. Trên đường tiến vào trận chung kết, Napoli đã đánh bại những đội bóng mạnh như Juventus, Bayern Munich và PAOK. Trong trận chung kết gặp VfB Stuttgart, Napoli đã giành chiến thắng với tổng tỷ số 5-4. Careca là cầu thủ ghi bàn nhiều nhất cho Napoli với 2 bàn thắng, cùng với các bàn thắng của Maradona, Ferrara và Alemão.
Tại World Cup 1990, Maradona trở thành tâm điểm của nhiều tranh cãi. Một loạt sự kiện bắt đầu khi ông đưa ra những bình luận liên quan đến sự bất bình đẳng Bắc-Nam trong nước và Risorgimento. Cụ thể, Maradona kêu gọi người dân Napoli cổ vũ cho Argentina trong trận bán kết với Ý diễn ra tại Naples.
| “                                  | Tôi thấy khó chịu khi giờ đây mọi người đều yêu cầu người Napoli thể hiện tinh thần dân tộc Ý và cổ vũ cho đội tuyển quốc gia. Suốt bao lâu nay, Naples luôn bị phần còn lại của nước Ý xa lánh và là nạn nhân của nạn phân biệt chủng tộc đầy bất công. | ” |
| — Diego Maradona, tháng 7 năm 1990 | |   |

Sân vận động San Paolo là nơi duy nhất trong suốt giải đấu mà quốc ca Argentina được tôn trọng. Sau trận đấu, Maradona đã cúi chào các cổ động viên Napoli khi đội tuyển của ông tiến vào trận chung kết. Tuy nhiên, niềm vui ngắn ngủi. Sau trận chung kết, Maradona bị phát hiện dương tính với Cocain sau khi kiểm tra doping. Cả Maradona và Napoli đều khẳng định đây là âm mưu trả thù cho những gì xảy ra tại World Cup. Hậu quả là Maradona bị cấm thi đấu 15 tháng và không bao giờ có thể thi đấu cho Napoli nữa. Mùa giải đó, Napoli vẫn giành được Siêu cúp bóng đá Ý với chiến thắng 5-1 trước Juventus, nhưng đây là danh hiệu lớn cuối cùng của họ trong 22 năm. Họ cũng bị loại ở vòng hai cúp châu Âu.

### Giảm sút
Mùa giải 1991-1992 đánh dấu vị trí thứ 4 của Napoli trên bảng xếp hạng. Tuy nhiên, sau mùa giải đó, câu lạc bộ dần sa sút cả về tài chính lẫn thành tích thi đấu. Một loạt cầu thủ trụ cột như Gianfranco Zola, Daniel Fonseca, Ciro Ferrara và Careca đều đã ra đi vào năm 1994. Mặc dù Napoli vượt qua vòng loại UEFA Cup 1994-1995 và lọt vào vòng ba, nhưng họ lại thất bại trong trận chung kết Coppa Italia 1996-1997 với tỷ số 3-1 trước Vicenza. Tuy nhiên, đội trẻ Primavera của Napoli đã giành được Coppa Italia Primavera mùa giải đó. Phong độ sa sút tiếp tục kéo dài khiến Napoli phải xuống hạng Serie B vào cuối mùa giải 1997-1998. Thành tích bết bát này chỉ với hai chiến thắng trong cả mùa giải là minh chứng cho sự suy thoái của Napoli.
Napoli đã thăng hạng Serie A vào mùa giải 1999-2000. Tuy nhiên, họ đã xuống hạng ngay mùa giải sau đó sau một cuộc chiến trụ hạng căng thẳng. Tháng 8 năm 2004, Napoli tuyên bố phá sản. Để duy trì bóng đá ở thành phố, nhà sản xuất phim Aurelio De Laurentiis đã tái lập Napoli dưới tên Napoli Soccer. Họ không được phép sử dụng tên cũ cho đến mùa giải tiếp theo. FIGC xếp Napoli vào Serie C1, và họ đã bỏ lỡ cơ hội thăng hạng Serie B sau khi thua Avellino 2-1 trong trận play-off mùa giải 2004-2005.
Dù thi đấu ở giải hạng thấp, Napoli vẫn thu hút lượng khán giả trung bình cao hơn hầu hết các câu lạc bộ Serie A. Thậm chí, họ còn phá vỡ kỷ lục tham dự Serie C với 51.000 khán giả trong một trận đấu.

### Phục hưng
Mùa giải sau đó, Napoli giành quyền thăng hạng lên Serie B. Chủ tịch De Laurentiis đã khôi phục tên gọi Società Sportiva Calcio Napoli vào tháng 5 năm 2006, đưa lịch sử của câu lạc bộ trở lại. Chỉ sau một mùa giải ở Serie B, Napoli tiếp tục thăng hạng lên giải hạng nhất cùng với Genoa, đội bóng được mệnh danh là "gã khổng lồ đang ngủ quên". Năm 2010, dưới sự dẫn dắt của huấn luyện viên Walter Mazzarri, Napoli cán đích ở vị trí thứ sáu và giành quyền tham dự UEFA Europa League 2010-11. Mùa giải 2010-11, Napoli tiếp tục gây ấn tượng khi đứng thứ ba và giành quyền trực tiếp vào vòng bảng UEFA Champions League 2011-12.
Mùa giải 2011-12 chứng kiến Napoli cán đích ở vị trí thứ năm tại Serie A. Tuy nhiên, họ đã tạo nên bất ngờ khi đánh bại nhà vô địch bất bại Juventus tại Stadio Olimpico để giành Coppa Italia lần thứ tư trong lịch sử câu lạc bộ, sau 25 năm chờ đợi. Tại UEFA Champions League 2011-12, Napoli xếp thứ hai bảng đấu và tiến vào vòng 16 đội, nơi họ chịu thua trước nhà vô địch sau đó là Chelsea. Mùa giải 2012-13 đánh dấu thành công vang dội của Napoli khi họ cán đích ở vị trí thứ hai tại Serie A, thành tích tốt nhất của câu lạc bộ kể từ mùa giải 1989-90. Edinson Cavani trở thành vua phá lưới giải đấu với 29 bàn thắng, nhưng sau đó anh được bán cho Paris Saint-Germain với mức phí kỷ lục câu lạc bộ là 64 triệu euro.

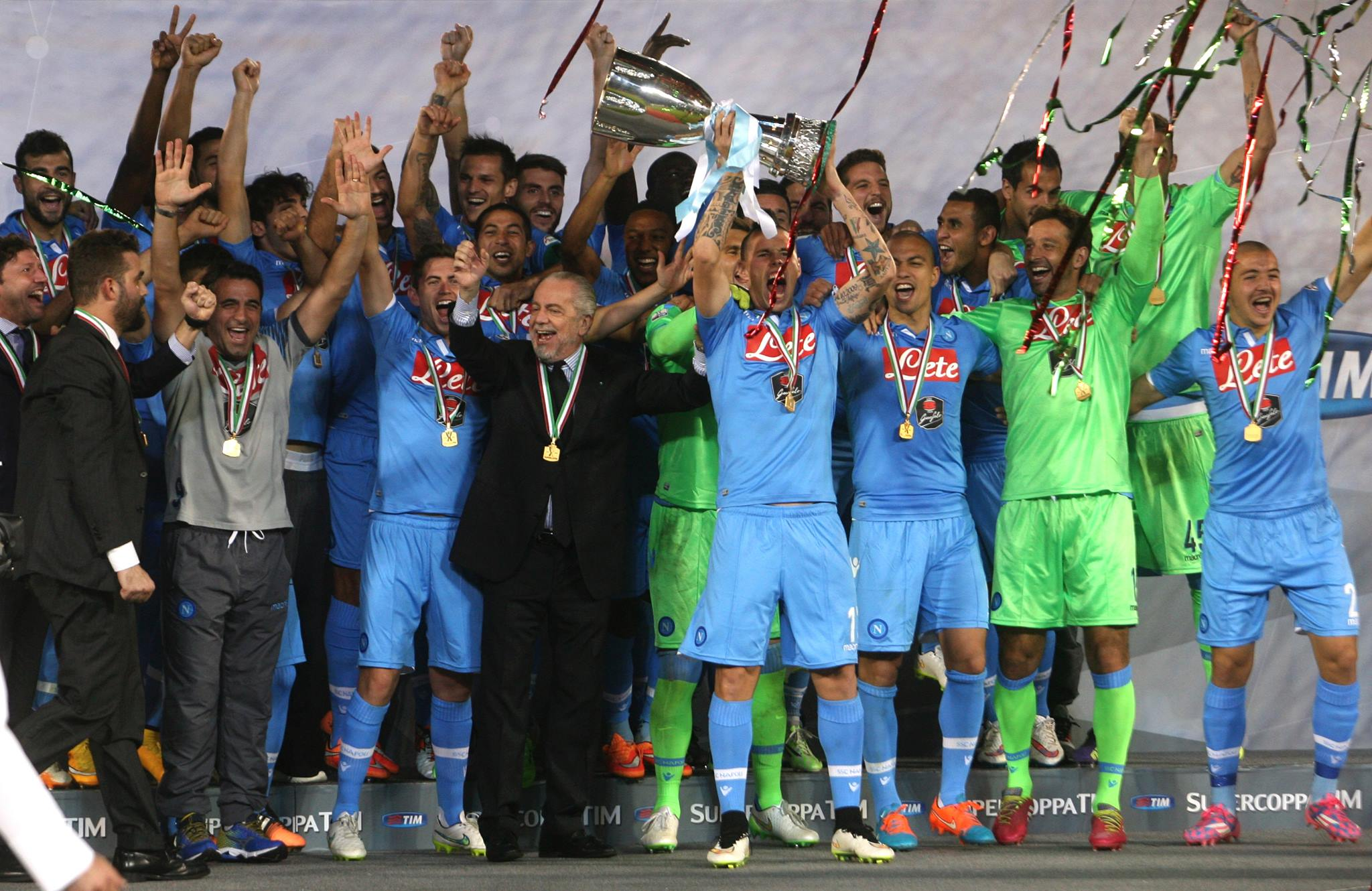
Napoli ăn mừng chức vô địch Siêu cúp bóng đá Ý 2014

Mùa hè năm 2013, Napoli chia tay HLV Mazzarri và chào đón Rafael Benítez. Dưới sự dẫn dắt của Benítez, Napoli đã có một mùa giải 2013-14 thành công khi giành chức vô địch Coppa Italia lần thứ năm với chiến thắng 3-1 trước Fiorentina. Họ cũng giành quyền tham dự Champions League nhưng không thể vượt qua vòng play-off sau thất bại trước Athletic Bilbao. Tại Europa League, Napoli dừng bước ở bán kết sau trận thua 2-1 trước FC Dnipro. Mùa giải 2014-15 kết thúc với vị trí thứ 5 tại Serie A. Sau đó, Benítez chuyển sang dẫn dắt Real Madrid và Maurizio Sarri được bổ nhiệm làm HLV trưởng của Napoli.
Mùa giải đầu tiên dẫn dắt Napoli (2015-2016), HLV Sarri đã đưa đội bóng cán đích ở vị trí thứ hai với 82 điểm. Tuy nhiên, Napoli đã bị loại khỏi Europa League ở vòng 32 bởi Villarreal. Mùa giải tiếp theo, Napoli tiếp tục thi đấu ấn tượng khi kết thúc giải đấu ở vị trí thứ ba với 86 điểm. Tuy nhiên, họ lại một lần nữa chịu thất bại trước Real Madrid ở vòng 16 đội Champions League. Mùa giải 2016-2017 cũng chứng kiến sự bùng nổ của Dries Mertens. Sau khi được chuyển từ vị trí tiền đạo cánh trái sang trung phong thay thế cho Milik bị chấn thương dây chằng chéo trước, Mertens đã ghi 34 bàn thắng trên mọi đấu trường.
Mùa giải 2017-2018 chứng kiến Napoli thống trị Serie A và lập kỷ lục 91 điểm cho câu lạc bộ. Tuy nhiên, Juventus đã xuất sắc hơn trong giai đoạn nước rút và giành lấy chức vô địch ở vòng đấu áp chót. Ngày 23 tháng 12 năm 2017, Marek Hamšík ghi bàn thắng thứ 115, chính thức vượt qua Diego Maradona để trở thành cầu thủ ghi bàn nhiều nhất mọi thời đại cho Napoli. Kết thúc mùa giải, HLV Sarri chuyển sang Chelsea và Carlo Ancelotti được bổ nhiệm thay thế vào tháng 5 năm 2018. Dưới sự dẫn dắt của Ancelotti, Napoli tiếp tục về nhì Serie A. Tuy nhiên, chuỗi thành tích bết bát đầu mùa giải 2019-2020 khiến đội bóng rơi xuống vị trí thứ 7 và Ancelotti bị sa thải vào ngày 10 tháng 12 năm 2019. Gattuso Gennaro được bổ nhiệm làm HLV trưởng ngay sau đó. Ngày 14 tháng 6 năm 2020, Dries Mertens lập kỷ lục mới cho Napoli khi ghi bàn thắng thứ 122 vào lưới Inter ở trận bán kết Coppa Italia. Napoli sau đó đã lên ngôi vô địch Coppa Italia 2019-2020 sau loạt sút luân lưu đầy kịch tính với Juventus trong trận chung kết.
Tháng 12 năm 2020, Napoli vinh danh huyền thoại Diego Maradona bằng cách đổi tên sân San Paolo thành sân Diego Maradona. Mùa giải 2020-2021 chứng kiến Napoli thi đấu đầy nỗ lực, nhưng chỉ cán đích ở vị trí thứ 5 tại Serie A sau trận hòa đầy tiếc nuối vào ngày cuối cùng. Điều này khiến họ chỉ kém 1 điểm so với vị trí thứ 4 và vuột mất cơ hội tham dự Champions League.
Mùa giải 2021-2022 đánh dấu sự thay đổi mạnh mẽ của Napoli khi HLV Luciano Spalletti được bổ nhiệm thay thế Gennaro Gattuso. Dưới sự dẫn dắt của Spalletti, đội bóng đã thi đấu xuất sắc và cán đích ở vị trí thứ ba tại Serie A. Thành tích này giúp Napoli giành được suất tham dự Champions League sau hai năm vắng bóng.
Mùa giải 2022-2023 chứng kiến Napoli làm nên lịch sử khi giành chức vô địch Serie A lần đầu tiên kể từ mùa giải 1989-1990. Sau trận hòa 1-1 trước Udinese vào ngày 4 tháng 5 năm 2023, Napoli chính thức đăng quang, mang về danh hiệu thứ ba chung cuộc cho câu lạc bộ. Đây là lần đầu tiên họ trở thành nhà vô địch Serie A kể từ thời đại của Diego Maradona. Cùng thời điểm đó, tại Champions League, HLV Spalletti đã dẫn dắt Napoli vào tứ kết - thành tích tốt nhất trong lịch sử châu Âu của đội bóng. Tuy nhiên, họ đã gục ngã trước AC Milan, đội bóng đồng hương Serie A, với tỷ số chung cuộc 2-1 (thua 0-1 trên sân khách và hòa 1-1 tại sân nhà).

## Màu sắc, huy hiệu và biệt danh
Lấy cảm hứng từ làn nước xanh biếc của Vịnh Naples, thành phố ven biển nơi Napoli tọa lạc, màu sắc của câu lạc bộ cũng mang sắc xanh chủ đạo. Ban đầu, khi còn mang tên Naples FBC, hai tông màu xanh da trời được sử dụng. Tuy nhiên, từ những năm 1920, màu xanh azure (xanh nước biển) trở thành lựa chọn duy nhất. Cũng chính vì vậy, Napoli được mệnh danh là "Azzurri" - biệt danh chung của đội tuyển quốc gia Ý. Trong một số trường hợp, màu áo có thể thiên về sắc xanh da trời hơn.
Trên sân nhà, Napoli thường diện áo sơ mi xanh dương phối cùng quần đùi trắng. Khi thi đấu xa nhà, họ lựa chọn áo sơ mi trắng kết hợp với quần đùi trắng hoặc xanh dương. Tuy nhiên, trong những năm gần đây, trang phục thi đấu sân khách của đội bóng có xu hướng phá cách, không còn bó hẹp trong khuôn khổ truyền thống.
"I ciucci" - "những con lừa" - là một trong những biệt danh nổi tiếng của Napoli, bắt nguồn từ màn trình diễn đáng thất vọng của đội bóng trong mùa giải 1926-27. Ban đầu, biệt danh này mang ý nghĩa xúc phạm, bởi biểu tượng của người Napoli là một con ngựa đen hung hãn. Tuy nhiên, câu lạc bộ đã quyết định biến con lừa thành linh vật của mình với tên gọi "' O Ciuccio ".
Ban đầu, Napoli sử dụng huy hiệu hình con ngựa hung hãn trên quả bóng đá với dòng chữ "ACN" bao quanh. Biểu tượng hiện tại của câu lạc bộ là chữ "N" lớn nằm trong vòng tròn. Thiết kế này có thể bắt nguồn từ Internazionale Napoli, đội bóng từng sử dụng logo tương tự trên áo đấu. SKể từ khi chính thức sử dụng "huy hiệu N", Napoli đã thực hiện một số thay đổi nhỏ. Đôi khi tên câu lạc bộ được thêm vào xung quanh chữ "N", đôi khi không. Điểm khác biệt chính giữa các phiên bản logo nằm ở màu xanh lam được sử dụng. Chữ "N" thường có màu trắng, nhưng cũng có thể có màu vàng (đặc biệt là trước năm 1980).
"Partenopei" là biệt danh gắn liền với câu lạc bộ Napoli và người dân thành phố Naples. Biệt danh này bắt nguồn từ thần thoại Hy Lạp, kể về tiếng còi báo động Parthenope say đắm Odysseus và cố gắng quyến rũ anh ta rời khỏi con tàu để đến Capri. Odysseus, lo sợ trước sức hấp dẫn của Parthenope, đã trói mình vào cột buồm để chống lại tiếng hát mê hoặc. Không thể chịu đựng sự từ chối, Parthenope đã tự vẫn và thi thể trôi dạt vào bờ biển Naples.

## Đội hình hiện tại
Tính đến ngày 17 tháng 1 năm 2025
Ghi chú: Quốc kỳ chỉ đội tuyển quốc gia được xác định rõ trong điều lệ tư cách FIFA. Các cầu thủ có thể giữ hơn một quốc tịch ngoài FIFA.
| Số | VT | Quốc gia    | Cầu thủ                                  |
| -- | -- | ----------- | ---------------------------------------- |
| 1  | TM | Ý           | Alex Meret                               |
| 4  | HV | Ý           | Alessandro Buongiorno                    |
| 5  | HV | Brasil      | Juan Jesus                               |
| 6  | TV | Scotland    | Billy Gilmour                            |
| 7  | TĐ | Brasil      | David Neres                              |
| 8  | TV | Scotland    | Scott McTominay                          |
| 11 | TĐ | Bỉ          | Romelu Lukaku                            |
| 12 | TM | Ý           | Claudio Turi                             |
| 13 | HV | Kosovo      | Amir Rrahmani                            |
| 14 | TM | Ý           | Nikita Contini                           |
| 15 | TV | Đan Mạch    | Philip Billing (cho mượn từ Bournemouth) |
| 16 | HV | Tây Ban Nha | Rafa Marín                               |
| 17 | HV | Uruguay     | Mathías Olivera                          |

| Số | VT | Quốc gia  | Cầu thủ                               |
| -- | -- | --------- | ------------------------------------- |
| 18 | TĐ | Argentina | Giovanni Simeone                      |
| 21 | TĐ | Ý         | Matteo Politano                       |
| 22 | HV | Ý         | Giovanni Di Lorenzo (đội trưởng)      |
| 23 | TV | Ý         | Alessio Zerbin                        |
| 26 | TĐ | Bỉ        | Cyril Ngonge                          |
| 29 | TV | Ý         | Luis Hasa                             |
| 30 | HV | Ý         | Pasquale Mazzocchi                    |
| 37 | HV | Ý         | Leonardo Spinazzola                   |
| 68 | TV | Slovakia  | Stanislav Lobotka                     |
| 81 | TĐ | Ý         | Giacomo Raspadori                     |
| 96 | TM | Ý         | Simone Scuffet (cho mượn từ Cagliari) |
| 99 | TV | Cameroon  | Frank Anguissa                        |

### Cho mượn
Tính đến ngày 4/9/2024
Ghi chú: Quốc kỳ chỉ đội tuyển quốc gia được xác định rõ trong điều lệ tư cách FIFA. Các cầu thủ có thể giữ hơn một quốc tịch ngoài FIFA.
| Số | VT | Quốc gia  | Cầu thủ                                       |
| -- | -- | --------- | --------------------------------------------- |
| —  | HV | Ý         | Luigi D'Avino (tại Gubbio đến 30/6/2025)      |
| —  | HV | Ý         | Francesco Mezzoni (tại Perugia đến 30/6/2025) |
| —  | HV | Brasil    | Natan (tại Real Betis đến 30/6/2025)          |
| —  | HV | Ý         | Nosa Edward Obaretin (tại Bari đến 30/6/2025) |
| —  | TV | Thụy Điển | Jens Cajuste (tại Ipswich Town đến 30/6/2025) |
| —  | TV | Ý         | Gianluca Gaetano (tại Cagliari đến 30/6/2025) |
| —  | TV | Ý         | Gennaro Iaccarino (tại Gubbio đến 30/6/2025)  |
| —  | TV | Đan Mạch  | Jesper Lindstrøm (tại Everton đến 30/6/2025)  |
| —  | TV | Ý         | Matteo Marchisano (tại Cavese đến 30/6/2025)  |

| Số | VT | Quốc gia | Cầu thủ                                           |
| -- | -- | -------- | ------------------------------------------------- |
| —  | TV | Mali     | Coli Saco (tại Bari đến 30/6/2025)                |
| —  | TV | Ý        | Antonio Vergara (tại Reggiana đến 30/6/2025)      |
| —  | TĐ | Ý        | Giuseppe Ambrosino (tại Frosinone đến 30/6/2025)  |
| —  | TĐ | Maroc    | Walid Cheddira (tại Espanyol đến 30/6/2025)       |
| —  | TĐ | Ý        | Antonio Cioffi (tại Rimini đến 30/6/2025)         |
| —  | TĐ | Ý        | Giuseppe D'Agostino (tại Giugliano đến 30/6/2025) |
| —  | TĐ | Nigeria  | Victor Osimhen (tại Galatasaray đến 30/6/2025)    |
| —  | TĐ | Ý        | Lorenzo Sgarbi (tại Bari đến 30/6/2025)           |

### Số áo vinh danh
Ghi chú: Quốc kỳ chỉ đội tuyển quốc gia được xác định rõ trong điều lệ tư cách FIFA. Các cầu thủ có thể giữ hơn một quốc tịch ngoài FIFA.
| Số | VT | Quốc gia  | Cầu thủ                  |
| -- | -- | --------- | ------------------------ |
| 10 | TĐ | Argentina | Diego Maradona (1984–91) |

Vào mùa hè năm 2000, Napoli treo chiếc áo số 10 thuộc về cựu huyền thoại câu lạc bộ Diego Maradona, người đã chơi cho câu lạc bộ từ năm 1984 đến năm 1991. Theo thứ tự, những cầu thủ cuối cùng mặc áo số 10 là Fausto Pizzi (1995–1996), Beto (1996–1997), Igor Protti trong 1997–1998 là cầu thủ cuối cùng thi đấu và ghi bàn với áo số 10 ở Serie A và Claudio Bellucci trong các mùa 1998–1999 và 1999–2000 ở Serie B. Karl Corneliusson mặc áo số 10 trong mùa giải 2004–2005 tại Serie C. Ở Serie C, các cầu thủ xuất phát phải mặc áo số 1-11.
Tuy nhiên, vì lý do pháp lý, con số này đã được phát hành lại trên áo xanh từ 2004 đến 2006 Serie C1, một giải đấu có đánh số cũ từ 1 đến 11. Cầu thủ cuối cùng mặc và ghi bàn với chiếc áo này trong một trận đấu chính thức là Mariano Bogliacino. trong trận đấu trên sân nhà ngày 18 tháng 5 năm 2006 với Spezia, hợp lệ cho trận chung kết Supercoppa di Lega Serie C1; Vị trí cao nhất thuộc về anh ấy trong lần xuất hiện cuối cùng trong giải vô địch, ngày 12 tháng 5 năm 2006 trong trận đấu trên sân nhà với Lanciano. Tuy nhiên, chỉ liên quan đến chức vô địch, vinh dự thuộc về cầu thủ bóng đá người Argentina Roberto Sosa, sự khác biệt là người cuối cùng khoác áo số 10 tại San Paolo và đồng thời ghi bàn trong trận đấu với Frosinone vào ngày 30 tháng 4 năm 2006.

## Tài chính
Câu lạc bộ SSC Napoli đã bị loại khỏi giải đấu chuyên nghiệp vào năm 2004. Nhờ Điều 52 của NOIF, danh hiệu thể thao của đội được chuyển cho Napoli Soccer (sau này là Napoli "mới") trong cùng năm, trong khi tổ chức công ty quản lý Napoli "cũ" bị thanh lý. Trước khi phá sản hai mùa giải, Napoli đã được cứu vãn một phần nhờ phương pháp kế toán khấu hao phi tiêu chuẩn. Silvio Berlusconi, chủ sở hữu của Milan và Thủ tướng Ý lúc bấy giờ, đã đưa ra Luật Ý 91/1981, Điều 18B, góp phần vào việc cứu vãn đội bóng.

Kể từ khi tái thành lập vào năm 2004, Napoli đã dựa vào lượng lớn người hâm mộ để tạo ra nguồn thu nhập chính, chủ yếu từ doanh thu bán vé và bản quyền truyền hình. Mùa giải 2006-07 Serie B là mùa giải đầu tiên Napoli có lãi sau khi tái thành lập. Kể từ khi trở lại Serie A, họ tiếp tục duy trì tình trạng tài chính ổn định. Năm 2005, vốn chủ sở hữu của Napoli là âm 261.466 euro, bắt đầu từ số vốn 3 triệu euro. Tuy nhiên, đến năm 2010, con số này đã tăng lên 25.107.223 euro, đánh dấu bước ngoặt quan trọng khi Napoli đạt được khả năng tự chủ về tài chính.
| Năm                                                                         | Doanh số                | Kết quả                 | Tổng tài sản            | Tài sản rồng            | Tái cấu trúc vốn        |
| --------------------------------------------------------------------------- | ----------------------- | ----------------------- | ----------------------- | ----------------------- | ----------------------- |
| Tỷ giá hối đoái của S.S.C. Napoli S.p.A. (P.I. 03486600632) €1 = L1936.27   |                         |                         |                         |                         |                         |
| 1999–2000 Serie B                                                           | €25,120,308*#           | €203,378*               | €111,556,811*           | €5,952,921*             |                         |
| 2000–01 Serie A                                                             | €54,966,464*#           | (€2,036,451)*           | €154,624,699*           | €3,896,132*             | €0                      |
| 2001–02 Serie B                                                             | €21,183,736*#           | (€28,856,093)*          | €92,721,662*            | (€2,166,997)*           | ~22,8 triệu euro        |
| 2002–03 Serie B                                                             | €20,428,522*#           | (€13,754,506)*¶         | €67,994,171*¶           | (€966,735)*¶            | ~15 triệu euro          |
| 2003–04 Serie B                                                             | Không có sẵn do phá sản | Không có sẵn do phá sản | Không có sẵn do phá sản | Không có sẵn do phá sản | Không có sẵn do phá sản |
| Vốn khởi nghiệp của S.S.C. Napoli S.p.A. (P.I. 04855461218): 3 triệu euro** |                         |                         |                         |                         |                         |
| 2004–05 Serie C1                                                            | €11,174,000             | (€7,061,463)            | €37,117,126             | (€261,466)              | €3,800,000              |
| 2005–06 Serie C1                                                            | €12,068,630             | (€9,088,780)            | €37,299,498             | €211,220                | €9,561,466              |
| 2006–07 Serie B                                                             | €41,411,837             | €1,419,976              | €47,917,274             | €1,916,975              | €288,780                |
| 2007–08 Serie A                                                             | €88,428,490             | €11,911,041             | €86,244,038             | €13,829,015             | €1,000                  |
| 2008–09 Serie A                                                             | €108,211,134            | €10,934,520             | €81,199,725             | €24,763,537             | €0                      |
| 2009–10 Serie A                                                             | €110,849,458            | €343,686                | €117,237,581            | €25,107,223             | €0                      |
| 2010–11 Serie A                                                             | €131,476,940            | €4,197,829              | €110,053,332            | €29,305,052             | €0                      |
| 2011–12 Serie A                                                             | €155,929,550            | €14,720,757             | €138,168,981            | €44,025,810             | €0                      |
| 2012–13 Serie A                                                             | €151,922,436            | €8,073,447              | €136,748,114            | €52,099,258             | €0                      |
| 2013–14 Serie A                                                             | €237,034,664            | €20,217,304             | €215,764,185            | €72,316,563             | €0                      |
| 2014–15 Serie A                                                             |                         | (13,1 triệu euro)       |                         |                         |                         |
| 2015–16 Serie A                                                             |                         | (3,2 triệu euro)        |                         |                         |                         |
| 2016–17 Serie A                                                             |                         | 66,6 triệu euro         |                         |                         |                         |
| 2017–18 Serie A                                                             |                         | (6,4 triệu euro)        |                         |                         |                         |
| 2018–19 Serie A                                                             | €216.6                  | 29,2 triệu euro         |                         |                         |                         |
| 2019–20 Serie A                                                             | €178.9                  | (€ 19,0 triệu)          |                         |                         |                         |
| 2020–21 Serie A                                                             | 179,4 triệu             | (58,9 triệu euro)       |                         |                         |                         |
| 2021–22 Serie A                                                             | 165,2 triệu             | (52,0 triệu euro)       |                         |                         |                         |

## Xếp hạng các câu lạc bộ châu Âu theo hệ số UEFA
Tính đến ngày 23 tháng 10 năm 2023
| Thứ hạng | Đội               | Điểm   |
| -------- | ----------------- | ------ |
| 17       | Borussia Dortmund | 73.000 |
| 18       | Atletico Madrid   | 72.000 |
| 19       | SSC Napoli        | 69.000 |
| 20       | SL Benfica        | 69.000 |
| 21       | Villarreal CF     | 68.000 |

## Kỷ lục và thống kê

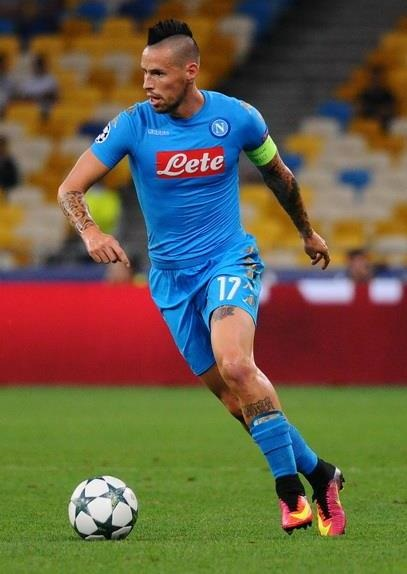
Marek Hamšík là người giữ kỷ lục về số lần ra sân của Napoli.

Marek Hamšík là người nắm giữ kỷ lục về số lần ra sân chính thức cho Napoli với 520 trận. Anh cũng là cầu thủ thi đấu nhiều nhất tại Serie A với 408 trận trong suốt 12 năm khoác áo Napoli từ 2007 đến 2019.
Dries Mertens là cầu thủ ghi bàn nhiều nhất mọi thời đại cho Napoli với 148 bàn thắng. Anh cũng là chủ nhân của kỷ lục ghi bàn tại giải vô địch quốc gia với 113 bàn.
Diego Maradona đã thống trị Serie A mùa giải 1987-88 với danh hiệu Vua phá lưới, hay còn gọi là Capocannoniere, với 15 bàn thắng ấn tượng. Thành tích này sánh ngang với Edinson Cavani (mùa giải 2012-13), Gonzalo Higuaín (mùa giải 2015-16) và Victor Osimhen (mùa giải 2022-23).
Gonzalo Higuaín đã lập kỷ lục ghi nhiều bàn thắng nhất trong một mùa giải với 36 bàn thắng ấn tượng tại Serie A 2015-16.
Napoli đã ghi được chiến thắng đậm đà nhất trong lịch sử với tỷ số 8-1 trước Pro Patria trong mùa giải Serie A 1955-56. Tuy nhiên, họ cũng phải chịu thất bại nặng nề nhất tại giải vô địch vào mùa giải 1927-28, khi nhà vô địch cuối cùng Torino đã đánh bại họ với tỷ số 11-0.
Vào ngày 26 tháng 7 năm 2016, Gonzalo Higuaín đã tạo nên cú hích chuyển nhượng bóng đá khi gia nhập Juventus với mức phí 90 triệu euro. Đây là vụ chuyển nhượng cao thứ ba mọi thời đại và cao nhất từ trước đến nay cho một câu lạc bộ Ý.
Vào ngày 31 tháng 7 năm 2020, Napoli đã chính thức chiêu mộ Victor Osimhen từ Lille với mức phí chuyển nhượng 70 triệu euro. Đây là bản hợp đồng đắt giá nhất trong lịch sử Napoli.

## Danh hiệu
- Serie A

- Vô địch (4): 1986–87, 1989–90, 2022-23, 2024-25

- Coppa Italia

- Vô địch (6): 1961–62, 1975–76, 1986–87, 2012-13, 2013–14, 2019–20

- Supercoppa Italiana

- Vô địch (2): 1990, 2014

- UEFA Cup

- Vô địch (1): 1988–89

- Serie B

- Vô địch (1): 1949–50